# Берти Вустер
Бе́рти Ву́стер, полное имя Бе́ртрам Уи́лберфорс Ву́стер (англ. Bertram Wilberforce Wooster) — известный персонаж П. Г. Вудхауза из его цикла комических романов и рассказов о Берти Вустере и его камердинере Дживсе.

## Литературный образ
Берти Вустер в романе — это молодой богатый аристократ-бездельник из «золотой молодёжи», племянник Джорджа Вустера, лорда Яксли. В общем не блистающий умом (почти все в его окружении убеждены, что мозги у Берти куриные); но при этом — истинный благородный джентльмен. В романе он неизменно появляется в компании своего находчивого камердинера Дживса, который постоянно вытаскивает Берти и его друзей из разных забавных передряг. Передряги эти часто возникают из-за того, что за Берти намереваются выйти замуж разные не вполне подходящие ему девушки (от строгих «сержантов в юбке» до слишком сентиментальных и возвышенных особ), а Берти всячески стремится уклониться от помолвки и брака с ними.
Другой источник головной боли Берти — это две его тётки. Одна из них — тётя Дэлия (aunt Dahlia), которая раньше занималась охотой на лис и имеет соответствующую выправку и голос, вполне хорошо относится к Берти. Другая — тётя Агата — является «проклятием дома Вустеров»; это строгая и чопорная особа, относящаяся к Берти не так хорошо. Но обе тётки постоянно вовлекают Берти в разные неприятности, давая ему неловкие, подчас абсурдные и противозаконные поручения, которые он вынужден выполнять под страхом отлучения от гениальной стряпни французского повара Анатоля (как в случае с тётей Дэлией) или просто из родственных обязанностей (как в случае с тётей Агатой).
Берти также состоит в клубе «Трутни» (англ. «Drones»), где обитает много таких же богатых аристократов, со многими из которых он давно знаком или учился вместе. Друзья Берти тоже частенько влипают в разные истории, а Берти — как надёжный друг и рыцарь в душе — всегда стремится помочь друзьям в любых затруднениях, будь то дела сердечные или финансовые. Хотя его искренняя помощь практически всегда усугубляет ситуацию настолько, что без помощи Дживса ничего невозможно решить. Однажды именно за такую «помощь» тётя Делия окрестила племянника Аттилой.

## В кинематографе
Многим Берти Вустер запомнился в исполнении британского актёра Хью Лори в телесериале «Дживс и Вустер» (1990—1993) со Стивеном Фраем в роли Дживса.
Кроме Лори, роль Вустера в своё время исполняли такие известные актёры, как лауреат премии «Оскар» Дэвид Найвен, офицер ордена Британской империи Иэн Кармайкл.